# BR-324

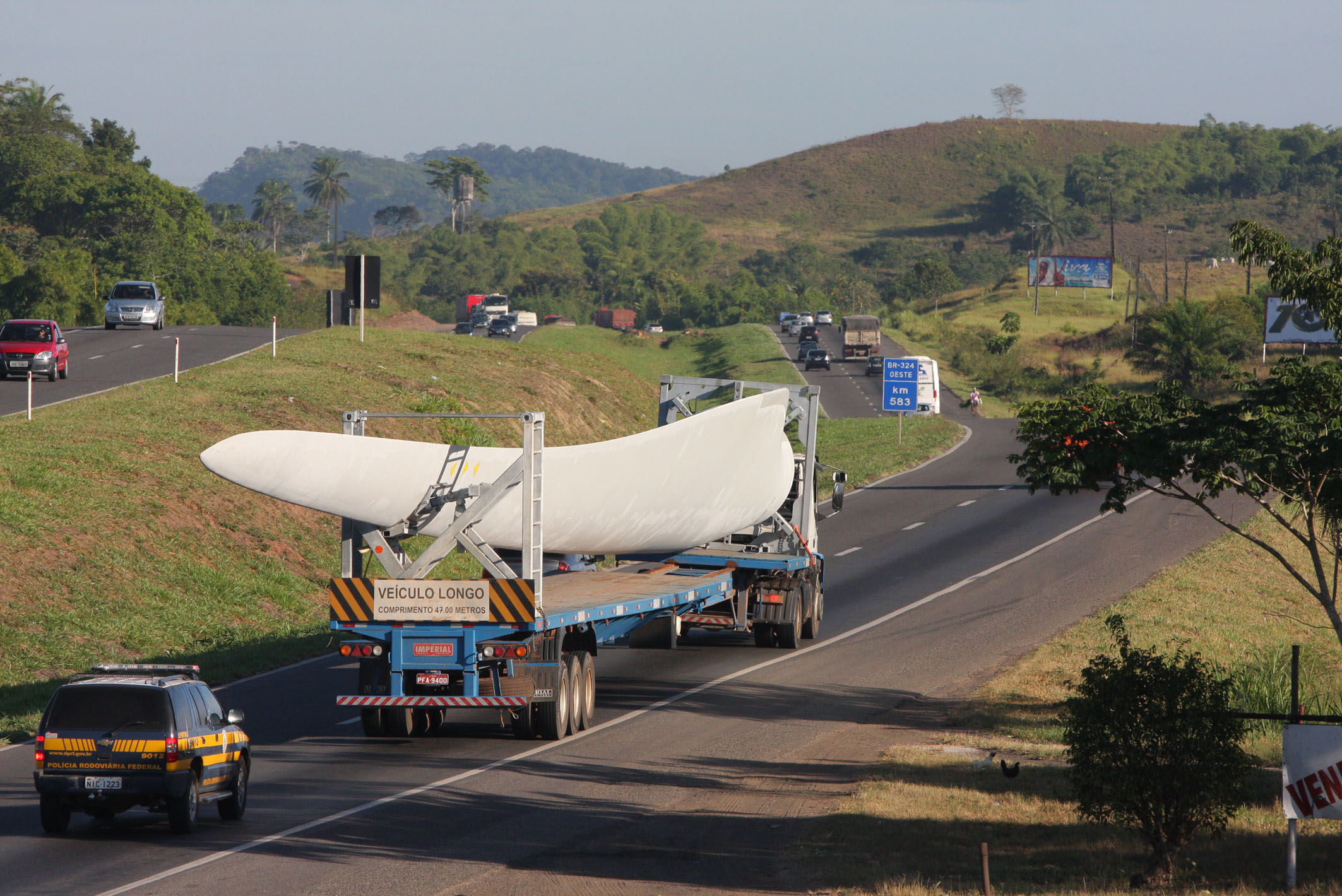
Rodovia BR-324 na Bahia.

A BR-324 é uma rodovia federal brasileira que começa em Balsas, Maranhão e termina em Salvador - Bahia.

## História
No estado da Bahia, desempenha uma importante função que é interligar o entroncamento rodoviário em Feira de Santana a Salvador, tornando-a uma das principais rodovias no estado. A rodovia está duplicada entre Feira de Santana e Salvador. Depois, segue em pista única até a região de Jacobina. O trecho que liga Jacobina a Capim Grosso, apesar de ser conhecido como BR-324, na verdade é uma estadual coincidente nomeada como BA-324, que significa que a estrada foi construída pelo Governo do Estado e é de sua responsabilidade a conservação da mesma, mas que foi incorporada à rede rodoviária federal por seu trajeto coincidir com o traçado da rodovia federal.
O trecho ligando Feira de Santana a Salvador foi privatizado e está sob concessão da Via Bahia. Em junho de 2013, este trecho recebeu o nome de Rodovia Engenheiro Vasco Filho. Possui dois pedágios, sendo que o primeiro começou a ser cobrado no dia 28 de dezembro de 2010, ao custo de R$ 1,60 para veículos de passeio, no município de Amélia Rodrigues. Em 2012, a tarifa foi reajustada para R$ 1,70. E novamente em dezembro de 2015 teve um novo ajuste para R$ 2,10.
A BR-324 foi um projeto que não ficou concluído por conta da construção da Barragem de Sobradinho que tornou inviável o projeto da ponte que seria erguida sobre o rio São Francisco entre os municípios de Remanso e Sento Sé. Por isso ela ficou dividida em dois trechos. Em julho de 2018 entrou na lista dos locais onde mais ocorrem assaltos a ônibus.